# Amphibian Species of the World
Amphibian Species of the World is een database die de taxonomie van de amfibieën weergeeft. De website wordt gehost door het American Museum of Natural History. Vroeger werd het project gesteund door de Universiteit van Heidelberg. De bioloog Darrel Frost is een sleutelfiguur achter het project. 
Amphibian Species of the World bevat taxonomische gegevens en daarnaast wordt het verspreidingsgebied vermeld. Over de levenswijze en de biologie van amfibieën is geen informatie beschikbaar. De database verwijst wel naar externe sites voor meer informatie. 
Het project werd gestart in 1975 in boekvorm, de eerste online versie werd in 2002 beschikbaar er zij 9000 soorten. De huidige versie (mei 2013) is 5,6.
Het is niet de enige database die zich richt op de amfibieën, een andere bekende website die zich op de indeling van amfibieën richt is AmphibiaWeb. Een andere grote amfibieëndatabase was Living Underworld, maar deze database is niet meer beschikbaar. 